# Бунге, Фёдор Андреевич
Фёдор Андреевич (Григорьевич) Бунге (нем. Friedrich Georg von Bunge; 1802—1897) — российский юрист и историк, исследователь права Прибалтики; положил начало научному изучению остзейского права. Действительный статский советник (1858).

## Биография
Родился 1 (13) марта 1802 года в семье киевских аптекарей, брат Александра Андреевича Бунге. После смерти отца в 1814 году мать с детьми в мае 1815 года переехала в Дерпт. 
В 1815—1818 годах учился в Дерптской гимназии. В 1818—1821 годах учился на юридическом факультете Дерптского университета, который окончил с серебряной медалью за сочинение «De veterum Romanorum agnitione» и кандидатом права за работу «Как и по каким правилам следует истолковывать законы, действующие в Ливонии?», который был вскоре напечатан (Дерпт, 1822) и стал первой известной публикацией Бунге. С 15 сентября 1822 года был назначен преподавателем русского языка в университете; с 1823 года был приват-доцентом — читал лекции по ливонскому частному праву. В 1825 году отказался от должности, оставаясь частным лектором.
В 1826 году получил в Гейдельбергском университете звание доктора за работу «Ueber den Sachsenspiegel als Quelle des mittleren und umgearbeiteten livlandischen Ritterrechts» (Рига, 1827).
После смерти ректора университета Эверса, который по неизвестным причинам не благосклонно относился к молодому учёному, был назначен доцентом юриспруденции в мае 1831 года, отказавшись, ради этого, от места юриста в Совете города Дерпта, на которое в это же время получил приглашение. В 1833 году вместе стал сооснователем журнала «Dorpater Jahrbücher für Litteratur, Statistik und Kunst, besonders Rußlands», который издавался до 1836 году (всего вышло 5 томов). В 1842 году начал издавать «Archiv für Geschichte Liv-, Est- und Kurlands». В 1839 году был назначен директором университетской библиотеки.
В конце 1842 года, после истории с вручением подарка студентами ректору университета Ульману был переведён в качестве наказания — «за то, что он неоднократно был виновен в неправильном толковании законов» — в Казанский университет. От этого «карательного перевода» отказался и, благодаря своим семейным связям в Петербурге ему удалось добиться освобождения от государственной службы с соответствующей пенсией. Но уже в январе 1843 года переехал в Ревель, где был избран городским синдиком и вскоре бургомистром.
За сочинение «Введение в историю лифляндского, эстляндского и курляндского права и источников права», в 1849 году был удостоен Демидовской премии.
В 1856 году Бунге было поручено II Отделением Собственной Е. И. В. Канцелярии составление свода местных гражданских законов. В 1858 году Бунге был произведён в действительные статские советники. Обширный проект был окончен Бунге в 1862 году; исправленный текст высочайше утверждён 12 ноября 1864 года и вступил в действие с 1 июля 1865 года.
В 1865 году Бунге переселился в Готу, а затем в Висбаден. Там он продолжал свои работы по изданию памятников и разработке разнообразных исторических вопросов. Ему не только удалось собрать и издать почти все сколько-нибудь замечательные источники, сделав их, благодаря этому, доступными для исследования; он сумел заново создать как связное изложение истории местного права почти во всем её объёме, так и выяснить оставшиеся в силе результаты многовекового и сложного его развития. Его работы сделали возможной кодификацию местного гражданского права. Труды его немногословны, всегда очень точны и полны фактического обоснования; он воздерживался от рискованных предположений и гипотез.
В 1881 году потерял зрение. Скончался в Висбадене 9 апреля 1897 года.

## Награды
- Орден Святой Анны 2-й степени (1853).
- Орден Святого Станислава 2-й степени (1856).
- Орден Святого Владимира 4-й степени за 35 лет выслуги (1859).
- Орден Святого Станислава 1-й степени (1863).

## Семья
С 11 декабря 1825 года был женат на Вильгельмине Вегенер (1804, Дерпт — 1876). У них родилось семь детей (двое умерли в младенчестве):
- Фёдор (1826—1911) — чиновник городского управления Ревеля, юрист
- Адольф (1830—1873)
- Елизавета (1832—1917)
- Ганна (1834—1917)
- Эмилия (1841—1919)

## Комментарии
1. ↑   Студенты в знак благодарности хотели подарить бывшему ректору Ульману серебряный кубок. Преемник Ульмана на ректорате профессор физиологии Фолькман, спросил Бунге в начале ноября 1842 года, знает ли он о законе, запрещающем делать такой подарок. Бунге ответил, что есть закон, который запрещает подчинённым вручать подарки начальству без высочайшего одобрения. Но студенты – это «ученики», а не подчинённые. Студенты преподнесли любимому ректору Ульману серебряный кубок и произнесли различные речи. Куратор университета сообщил об этом в Петербург, и затем теперь произошло следующее: на торжественном заседании Совета в присутствии всех профессоров был зачитан императорский указ, в результате которого Фолькман был исключен из ректората, а Ульманн был объявлен потерявшим профессорскую должность; в тот же день ему пришлось покинуть Дерпт. Бунге же в качестве наказания был определён перевод из Дерпта в Казанский университет.